# Cratere Bend
Bend  è un cratere sulla superficie di Marte.